# Paranemachilus genilepis
Paranemachilus genilepis és una espècie de peix de la família dels balitòrids i l'única del gènere Paranemachilus.
És un peix d'aigua dolça i de clima temperat, el qual viu a un rierol subterrani.
Es troba a Àsia: Guizhou i el sud de Guangxi (la Xina).
Les seues amenaces potencials són la seua captura per al comerç internacional de peixos d'aquari i l'extracció de pedra calcària de les pedreres properes.